# House of Prince
House of Prince A/S er et selskab, der bl.a. fremstiller cigaretterne Prince, Kings og LOOK. Virksomheden blev i 2008 købt af verdens næststørste producent af cigaretter, British American Tobacco. Virksomhedens samlede markedsandel i Danmark er på ca 82% for alle mærker,[kilde mangler] hvor den største konkurrent er Philip Morris.

## Fabrikken i Søborg
Fabrikken på Tobaksvejen i Søborg blev taget i brug i 1951. I juli 2008 blev den overdraget fra Scandinavian Tobacco Group (tidl. Skandinavisk Tobakskompani) til British American Tobacco Denmark A/S. Sidstnævnte har besluttet at neddrosle cigaretproduktionen i Søborg frem til 2011, hvor fabrikken blev lukket helt og produktionen flyttet til Polen. Fabrikken i Søborg var den sidste cigaretfabrik i Danmark. I forbindelse med lukningen blev 5-600 opsagt, blandt andet samtlige medarbejdere der havde med produktionen at gøre, samt en række medarbejdere i kontorsektionen.
House of Prince har i dag hjemsted i lokaler på Vester Farimagsgade 19.

## Produkter
- Prince
- Cecil
- Look
- Kings
- Savoy
- Queen's
- North State
- Mistral
- Scotsman
- Viking
- Rocky Mountains
- Pall Mall (Tidligere Corner)
- LA
- Slim Agenda